# Campionati europei di atletica leggera indoor 2017 - Pentathlon

## Podio
| Pos.    | Atleta                   | Nazionalità |
| ------- | ------------------------ | ----------- |
| Oro     | Nafissatou Thiam         | Belgio      |
| Argento | Ivona Dadic              | Austria     |
| Bronzo  | Györgyi Zsivoczky-Farkas | Ungheria    |

## Record
| Record                | Record                    | Record | Record                 | Record       |
| --------------------- | ------------------------- | ------ | ---------------------- | ------------ |
| Record del Mondo      | Natalija Dobryns'ka       | 5013   | Istanbul, Turchia      | 9 marzo 2012 |
| Record europeo        | Natalija Dobryns'ka       | 5013   | Istanbul, Turchia      | 9 marzo 2012 |
| Record dei campionati | Katarina Johnson-Thompson | 5000   | Praga, Repubblica Ceca | 6 marzo 2015 |

## Programma
| Data         | Ora   | Turno          |
| ------------ | ----- | -------------- |
| 3 marzo 2017 | 9:30  | 60m ostacoli   |
| 3 marzo 2017 | 10:20 | Salto in alto  |
| 3 marzo 2017 | 13:15 | Getto del peso |
| 3 marzo 2017 | 16:35 | Salto in lungo |
| 3 marzo 2017 | 18:55 | 800m           |

## Risultati

### 60m ostacoli
| Posizione | Batteria | Corsia | Atleta                   | Nazione     | Tempo | Note                                     | Punti |
| --------- | -------- | ------ | ------------------------ | ----------- | ----- | ---------------------------------------- | ----- |
| 1         | 2        | 4      | Nafissatou Thiam         | Belgio      | 8.23  | Miglior prestazione personale            | 1077  |
| 2         | 2        | 5      | Xénia Krizsán            | Ungheria    | 8.30  | Miglior prestazione personale            | 1061  |
| 3         | 2        | 6      | Esther Turpin            | Francia     | 8.34  | Miglior prestazione personale            | 1052  |
| 4         | 2        | 3      | Nadine Broersen          | Paesi Bassi | 8.42  |                                          | 1035  |
| 5         | 2        | 2      | Ivona Dadic              | Austria     | 8.45  | Miglior prestazione personale            | 1028  |
| 6         | 2        | 7      | Verena Preiner           | Austria     | 8.45  |                                          | 1028  |
| 7         | 2        | 8      | Györgyi Zsivoczky-Farkas | Ungheria    | 8.47  | Miglior prestazione personale stagionale | 1024  |
| 8         | 1        | 6      | Lecabela Quaresma        | Portogallo  | 8.52  | Miglior prestazione personale stagionale | 1013  |
| 9         | 1        | 5      | Lucia Slaničková         | Slovacchia  | 8.60  | Miglior prestazione personale            | 995   |
| 10        | 2        | 1      | Caroline Agnou           | Svizzera    | 8.61  |                                          | 993   |
| 11        | 1        | 3      | Laura Arteil             | Francia     | 8.75  |                                          | 963   |
| 12        | 1        | 7      | Jana Maksimava           | Bielorussia | 8.85  |                                          | 941   |
| 13        | 1        | 2      | Bianca Salming           | Svezia      | 8.87  |                                          | 937   |
| 14        | 1        | 8      | Alina Šuch               | Ucraina     | 8.99  |                                          | 912   |
|           | 1        | 4      | Hanna Haradskaja         | Bielorussia | DQ    |                                          | 0     |

### Salto in alto
| Posizione | Atleta                   | Nazione     | 1.57 | 1.60 | 1.63 | 1.66 | 1.69 | 1.72 | 1.75 | 1.78 | 1.81 | 1.84 | 1.87 | 1.90 | 1.93 | 1.96 | 1.99 | Risultato | Punti | Note                                     | Totale |
| --------- | ------------------------ | ----------- | ---- | ---- | ---- | ---- | ---- | ---- | ---- | ---- | ---- | ---- | ---- | ---- | ---- | ---- | ---- | --------- | ----- | ---------------------------------------- | ------ |
| 1         | Nafissatou Thiam         | Belgio      | –    | –    | –    | –    | –    | –    | –    | –    | –    | o    | o    | xo   | o    | xo   | xxx  | 1.96      | 1184  | Record dei campionati                    | 2261   |
| 2         | Jana Maksimava           | Bielorussia | –    | –    | –    | –    | –    | o    | o    | o    | o    | xxo  | xxo  | xxx  |      |      |      | 1.87      | 1067  |                                          | 2008   |
| 3         | Ivona Dadic              | Austria     | –    | –    | –    | o    | o    | xo   | xo   | xo   | xxo  | xo   | xxo  | xxx  |      |      |      | 1.87      | 1067  | Miglior prestazione personale            | 2095   |
| 4         | Alina Šuch               | Ucraina     | –    | –    | –    | –    | –    | –    | xo   | o    | xo   | xo   | xxx  |      |      |      |      | 1.84      | 1029  |                                          | 1941   |
| 5         | Bianca Salming           | Svezia      | –    | –    | –    | –    | –    | –    | o    | o    | o    | xxx  |      |      |      |      |      | 1.81      | 991   |                                          | 1928   |
| 6         | Györgyi Zsivoczky-Farkas | Ungheria    | –    | –    | –    | o    | o    | o    | o    | o    | xo   | xxx  |      |      |      |      |      | 1.81      | 991   | Miglior prestazione personale stagionale | 2015   |
| 7         | Hanna Haradskaja         | Bielorussia | –    | –    | –    | –    | –    | o    | xo   | xo   | xo   | xxx  |      |      |      |      |      | 1.81      | 991   |                                          | 991    |
| 8         | Nadine Broersen          | Paesi Bassi | –    | –    | –    | –    | xo   | o    | xo   | xo   | xo   | xxx  |      |      |      |      |      | 1.81      | 991   | Miglior prestazione personale stagionale | 2026   |
| 9         | Xénia Krizsán            | Ungheria    | –    | –    | o    | xo   | o    | o    | xo   | o    | xxo  | xxx  |      |      |      |      |      | 1.81      | 991   | Miglior prestazione personale            | 2052   |
| 10        | Lucia Slaničková         | Slovacchia  | –    | o    | o    | o    | o    | o    | o    | o    | xxx  |      |      |      |      |      |      | 1.78      | 953   | Miglior prestazione personale            | 1948   |
| 11        | Lecabela Quaresma        | Portogallo  | –    | xo   | o    | xo   | o    | o    | xxo  | xxo  | xxx  |      |      |      |      |      |      | 1.78      | 953   | Miglior prestazione personale            | 1966   |
| 12        | Verena Preiner           | Austria     | o    | o    | o    | o    | o    | xo   | xxx  |      |      |      |      |      |      |      |      | 1.72      | 879   |                                          | 1907   |
| 13        | Caroline Agnou           | Svizzera    | –    | o    | o    | o    | o    | xxx  |      |      |      |      |      |      |      |      |      | 1.69      | 842   |                                          | 1835   |
| 14        | Esther Turpin            | Francia     | o    | o    | o    | xxo  | xo   | xxx  |      |      |      |      |      |      |      |      |      | 1.69      | 842   |                                          | 1894   |
| 15        | Laura Arteil             | Francia     | o    | o    | o    | xxx  |      |      |      |      |      |      |      |      |      |      |      | 1.63      | 771   |                                          | 1734   |

### Getto del peso
| Posizione | Atleta                   | Nazione     | #1    | #2    | #3    | Risultato | Note                          | Punti | Totale |
| --------- | ------------------------ | ----------- | ----- | ----- | ----- | --------- | ----------------------------- | ----- | ------ |
| 1         | Nafissatou Thiam         | Belgio      | 14.11 | 15.29 | 14.62 | 15.29     |                               | 880   | 3141   |
| 2         | Györgyi Zsivoczky-Farkas | Ungheria    | 14.95 | 14.28 | 14.92 | 14.95     | Miglior prestazione personale | 858   | 2873   |
| 3         | Nadine Broersen          | Paesi Bassi | 14.59 | 14.59 | x     | 14.59     |                               | 833   | 2859   |
| 4         | Laura Arteil             | Francia     | 13.71 | 13.82 | 14.46 | 14.46     | Miglior prestazione personale | 825   | 2559   |
| 5         | Lecabela Quaresma        | Portogallo  | 14.25 | 13.93 | 13.76 | 14.25     |                               | 811   | 2777   |
| 6         | Xénia Krizsán            | Ungheria    | 14.24 | 13.59 | 14.16 | 14.24     |                               | 810   | 2862   |
| 7         | Verena Preiner           | Austria     | 13.67 | 14.14 | 13.90 | 14.14     |                               | 803   | 2710   |
| 8         | Jana Maksimava           | Bielorussia | 13.98 | 13.83 | 14.01 | 14.01     |                               | 795   | 2803   |
| 9         | Ivona Dadic              | Austria     | 13.81 | 13.93 | 13.78 | 13.93     | PB                            | 789   | 2884   |
| 10        | Bianca Salming           | Svezia      | 13.30 | 13.59 | x     | 13.59     |                               | 767   | 2695   |
| 11        | Caroline Agnou           | Svizzera    | 13.22 | 13.38 | 12.83 | 13.38     |                               | 753   | 2588   |
| 12        | Alina Šuch               | Ucraina     | x     | 13.22 | 13.13 | 13.22     |                               | 742   | 2683   |
| 13        | Hanna Haradskaja         | Bielorussia | 11.44 | 13.12 | x     | 13.12     |                               | 735   | 1726   |
| 14        | Esther Turpin            | Francia     | 12.14 | x     | 11.53 | 12.14     |                               | 670   | 2564   |
| 15        | Lucia Slaničková         | Slovacchia  | 10.34 | 11.30 | 10.68 | 11.30     | PB                            | 615   | 2563   |

### Salto in lungo
| Posizione | Atleta                   | Nazione     | #1   | #2   | #3   | Risultato | Note                                     | Punti | Totale |
| --------- | ------------------------ | ----------- | ---- | ---- | ---- | --------- | ---------------------------------------- | ----- | ------ |
| 1         | Ivona Dadic              | Austria     | 5.98 | 6.41 | 6.38 | 6.41      | Miglior prestazione personale            | 978   | 3862   |
| 2         | Györgyi Zsivoczky-Farkas | Ungheria    | 6.06 | 6.12 | 6.38 | 6.38      | Miglior prestazione personale            | 969   | 3842   |
| 3         | Nafissatou Thiam         | Belgio      | 6.23 | 6.37 | 6.23 | 6.37      | Miglior prestazione personale stagionale | 965   | 4106   |
| 4         | Lucia Slaničková         | Slovacchia  | 6.35 | 5.78 | 6.27 | 6.35      | Miglior prestazione personale            | 959   | 3522   |
| 5         | Nadine Broersen          | Paesi Bassi | 6.03 | x    | 6.19 | 6.19      | Miglior prestazione personale stagionale | 908   | 3767   |
| 6         | Laura Arteil             | Francia     | 5.98 | 5.98 | 6.14 | 6.14      | Miglior prestazione personale            | 893   | 3452   |
| 7         | Xénia Krizsán            | Ungheria    | 5.96 | 6.09 | 6.04 | 6.09      |                                          | 877   | 3739   |
| 8         | Alina Šuch               | Ucraina     | x    | 5.90 | 5.88 | 5.90      |                                          | 819   | 3502   |
| 9         | Esther Turpin            | Francia     | 5.84 | 5.88 | x    | 5.88      |                                          | 813   | 3377   |
| 10        | Verena Preiner           | Austria     | 5.86 | 5.79 | 5.63 | 5.86      |                                          | 807   | 3517   |
| 11        | Caroline Agnou           | Svizzera    | 5.64 | 5.84 | 5.85 | 5.85      |                                          | 804   | 3392   |
| 12        | Lecabela Quaresma        | Portogallo  | x    | 5.77 | 5.82 | 5.82      |                                          | 795   | 3572   |
| 13        | Jana Maksimava           | Bielorussia | 5.62 | x    | 5.69 | 5.69      |                                          | 756   | 3559   |
| 14        | Bianca Salming           | Svezia      | x    | 5.67 | x    | 5.67      |                                          | 750   | 3445   |
| 15        | Hanna Haradskaja         | Bielorussia | 5.54 | 5.37 | 5.44 | 5.54      |                                          | 712   | 2438   |

### 800m
| Posizione | Batteria | Atleta                   | Nazione     | Tempo   | Note                                     | Punti |
| --------- | -------- | ------------------------ | ----------- | ------- | ---------------------------------------- | ----- |
| 1         | 1        | Verena Preiner           | Austria     | 2:10.26 | Miglior prestazione personale            | 961   |
| 2         | 1        | Bianca Salming           | Svezia      | 2:11.44 | Miglior prestazione personale            | 944   |
| 3         | 2        | Ivona Dadic              | Austria     | 2:14.13 |                                          | 905   |
| 4         | 2        | Xénia Krizsán            | Ungheria    | 2:15.08 | Miglior prestazione personale            | 892   |
| 5         | 1        | Lucia Slaničková         | Slovacchia  | 2:15.40 | Miglior prestazione personale            | 887   |
| 6         | 2        | Györgyi Zsivoczky-Farkas | Ungheria    | 2:15.86 |                                          | 881   |
| 7         | 2        | Jana Maksimava           | Bielorussia | 2:16.00 | Miglior prestazione personale stagionale | 879   |
| 8         | 1        | Alina Šuch               | Ucraina     | 2:16.29 | Miglior prestazione personale            | 875   |
| 9         | 2        | Lecabela Quaresma        | Portogallo  | 2:16.49 | Miglior prestazione personale            | 872   |
| 10        | 1        | Laura Arteil             | Francia     | 2:18.11 | Miglior prestazione personale            | 849   |
| 11        | 2        | Nadine Broersen          | Paesi Bassi | 2:20.63 |                                          | 815   |
| 12        | 1        | Caroline Agnou           | Svizzera    | 2:23.44 |                                          | 777   |
| 13        | 1        | Esther Turpin            | Francia     | 2:24.29 |                                          | 766   |
| 14        | 2        | Nafissatou Thiam         | Belgio      | 2:24.44 |                                          | 764   |
| 15        | 1        | Hanna Haradskaja         | Bielorussia | 2:25.26 |                                          | 753   |

### Risultati finali
| Posizione | Atleta                   | Nazione     | Punti | Note                                    |
| --------- | ------------------------ | ----------- | ----- | --------------------------------------- |
| 1         | Nafissatou Thiam         | Belgio      | 4870  | Miglior prestazione mondiale stagionale |
| 2         | Ivona Dadic              | Austria     | 4767  | Record nazionale                        |
| 3         | Györgyi Zsivoczky-Farkas | Ungheria    | 4723  | Miglior prestazione personale           |
| 4         | Xénia Krizsán            | Ungheria    | 4631  | Miglior prestazione personale           |
| 5         | Nadine Broersen          | Paesi Bassi | 4582  |                                         |
| 6         | Verena Preiner           | Austria     | 4478  |                                         |
| 7         | Lecabela Quaresma        | Portogallo  | 4444  |                                         |
| 8         | Jana Maksimava           | Bielorussia | 4438  |                                         |
| 9         | Lucia Slaničková         | Slovacchia  | 4409  | Record nazionale                        |
| 10        | Bianca Salming           | Svezia      | 4389  | Miglior prestazione personale           |
| 11        | Alina Šuch               | Ucraina     | 4377  |                                         |
| 12        | Laura Arteil             | Francia     | 4301  | Miglior prestazione personale           |
| 13        | Caroline Agnou           | Svizzera    | 4169  |                                         |
| 14        | Esther Turpin            | Francia     | 4143  |                                         |
| 15        | Hanna Haradskaja         | Bielorussia | 3191  |                                         |